# Kralj Randor
Kralj Randor je izmišljeni lik iz multimedijalne franšize Gospodari svemira, planetarni vladar Eternije koji vlada iz kraljevske palače u prijestolnici Eternosu i jedan od Herojskih ratnika. Otac je princa Adama i princeza Adore te suprug kraljice Marlene. Za razliku od svoje supruge, koja je sumnjala da je njihov sin junački ratnik He-Man, kralj Randor je bio nesvjestan te činjenice sve do radnje koju pokriva Netflixova animirana serija Gospodari svemira: Otkriće (2021.), koja se prezentira kao izravni sljednik originalne serije He-Man i Gospodari svemira iz 1980-ih.

## Povijest lika
Svijet kraljevskog dvora i dvostruki identitet He-Mana kao princa Adama uveden je tek nešto kasnije u stripovima DC Comicsa, u kojima se otkriva da su kralj Randor i kraljica Marlena roditelji princa Adama, koji posjeduje moć tajne preobrazbe u najmoćnijeg čovjeka u svemiru. Kralj Randor je u stripovima prikazan kao znatno stariji čovjek, a potom je pomlađen u Filmationovoj seriji He-Man i Gospodari svemira (1983. – 1985.).
Randor je razočaran lijenošću svog sina i prijestolonasljednika Adama kojeg doživljava kao osobu nevoljnu prihvatiti kraljevske dužnosti te nije svjestan da je njegov sin zapravo legendarni branitelj Eternije He-Man. Iako je Skeletor u prvim mini stripovima bio prikazan kao demon iz druge dimenzije, kasnije je naslučeno kako bi on zapravo mogao biti Randorov davno izgubljeni polubrat Keldor. U animiranoj seriji s početka 2000-ih, Keldor je taj koji je pokušao napasti Dvoranu mudrosti i ukrasti moć od Vijeća mudraca, ali nije implicirano da je on Randorov polubrat.
Kralja Randora i kraljicu Marlenu štiti Clamp Champ koji služi kao njihov tjelohranitelj. Randor ima najviše povjerenja u dvorskog oružnika Duncana, poznatijeg kao Man-At-Arms i kapetanicu Teelu.

## Originalni mini stripoviGospodari svemira
U prvim stripovima se uopće ne pojavljuje kraljevski dvor i kraljevski bračni par, kao ni lik princa Adama. U kasnijim stripvima je prikazana danas kanonska priča o dvostrukom identitetu princa Adama i njegovim roditeljima. U mini stripu Potrafga za Keldorom Čarobnica pomaže kralju Randoru doznati sudbinu njegova davno izgubljenog brata Keldora. Ta činjenica jako zasmeta Skeletoru koji u strahu da ga se ne uništi, pošalje dvojicu ratnika, Ninjora i Scare Glowa, kako bi spriječili otvaranje vremenskog portala uz pomoć kojeg bi Randor doznao sudbinu svoga brata. Prilikom napada Skeletorovih Zlih ratnika, Čarobnica pojačava svojim moćima Randorovu snagu kako bi se on mogao oduprijeti Skeletoru u borbi.
U mini stripovima je Clamp Champ često prikazan kao tjelohranitelj kralja Randora i kraljice Marlene.

## Televizijska adaptacija lika

### He-Man i Gospodari svemira (1983. – 1985.)
Kralj Randor i kraljica Marlena prikazani su kao znatno mlađe osobe u Filmationovom serijalu He-Man i Gospodari svemira. Randor je većinom razočaran svojim sinom i prijestolonasljednikom princom Adam, jer ga smatra kukavicom i osobom koja izbjegava i zanemaruju svoje dvorske dužnosti. Pojavljuje se redovito u seriji, ali ne sudjeluje u akcijama, već se drži po strani. Najveće povjerenje ima u oružnika Man-At-Armsa i zapovjednicu straže Teelu. Pravedan je i mudar i voli svoga sina, iako ponekad žali što nije više poput He-Mana, nesvjestan činjenice da je njegov sin upravo He-Man.

### Nove pustolovine He-Mana (1989. – 1992.)
Kralj Randor i kraljica Marlena pojavljuju se samo u prvoj epizodi animirane serije Nove pustolovine He-Mana. U toj epizodi princ Adam otkriva pred njima svoj tajni identitet He-Mana te im objavljuje kako mora napustiti Eterniju i otići u budućnost na planet Primus, kako bi spasio ondašnje stanovnike od napada zlih mutanata s obližnjeg planeta Denebrija.

### He-Man i Gospodari svemira (2002. – 2004.)
U uvodu novog animiranog izdanja He-Mana i Gospodara svemira Randor je prikazan kao mladi ratnik i kapetan koji se sa skupinom Gospodara svemira bori protiv zlog čarobnjaka Keldora. Poslije pobjede u bitci protiv snaga zla, kapetan Randor je dobio kraljevski naslov od Vijeća mudraca koje je poslije toga nestalo, ali ne prije nego što su mu objavili kako će se u trenutku potrebe pojaviti junak koji će štiti Eterniju od zlih sila.
Godinama kasnije, Randor je kralj i vlada Eternijom iz svoje prijestolnice Eternos. Živi sa ženom, kraljicom Marlenom i sinom, princom Adamom, živahnim i bezbrižnim tinejdžerom. U ovom animiranom serijalu je kralj Randor više puta sudjelovao u sukobima i borio se sa Zlim ratnicima i samim Skeletorom, ali i protiv Ljudi zmija pod vodstvom zloglasnog kralja Hsss-a.

### Gospodari svemira: Otkriće (2021. – …)
Animirana serija Gospodari svemira: Otkriće predstavlja izravan nastavak originalne serije iz 1980-ih. Skeletor pogiba u još jednom pokušaju zauzimanja dvorca Siva Lubanja, u želji da ovlada njegovim drevnim moćima. Istom prilikom stradava i He-Man te tu tužnu vijest prenosi Man-At-Arms njegovim roditeljima. Isprva kralj Randor ne shvaća kako je izgubio vlastitog sina, a kada dozna istinu o dvostrukom identitetu princa Adama, shrvan boli, protjeruje Man-At-Armsa iz Eternosa, dok Teela, zaprepaštena činjenicom da je Adamova tajna skrivana od nje, podnosi ostavku i odlazi.
Nekoliko godina kasnije, sada već stariji kralj Randor provodi evakuaciju prijestolnice zbog napada ponovno oživljenog Skeletora. U međuvremenu, odnos između njega i supruge Marlene je zahladio, nagrižen tajnom Adamova dvostrukog identiteta i gubitka sina. U vojnom logoru kralj Randor se suočava s Divljim He-Manom i uspjeva ga umiriti, nakon čega princa Adam preuzima svoj lik. Tada kralj i kraljica doznaju da im se sin vratio iz Preternije u svijet živih, ali odnos između kralja i kraljice i dalje ostaje distanciran.

### He-Man i Gospodari svemira (2021. – 2022.)
Kralj Randor je, u Netflixovoj inačici He-Man i Gospodari svemira (2021. – 2022.), ogorčeni stari udovac koji je prije mnogo godina ostao i bez sina, koji je odrastao u plemenu tigrova. Na svom dvoru strogo čuva Mač Moći koji ne smije pasti u tuđe ruke. Obradovalo ga je kada dozna da mu je sin živ, ali je zatražio od Adama da vrati magični mač i suzdrži se od preobrazbe u He-Mana. Adam je odbio njegovu zapovijed i otišao od oca i dalje uvjeren da ga otac ne voli.

## Sposobnosti, oružja i moći
Randor je srednjovječni muškarac i kao vladar koji uglavnom boravi na kraljevskom dvoru nije pretjerano vičan borbi, ali ujedno ne bježi od nje ukoliko se nađe u sukobu. Premda u animiranim serijalima najčešće ima mač, u liniji igračaka je pakiran uz vladarsko koplje kojim se koristi za napad i obranu. U mini stripu "Potraga za Keldorom", Čarobnica mu je svojim čarobnim moćima ojačala snagu kako bi se mogao suprotstaviti Skeletoru.

## Vanjske poveznice
- Kralj Randor – he-man.fandom.com (engl.)
- Kralj Randor (Otkriće) – he-man.fandom.com (engl.)